# Образователни отличия в Република България
Образователни отличия в Република България са ежегодно връчваните отличия на педагози (учители и директори) и педагогически колективи в системата на предучилищното и училищното образование в България от Министерство на образованието и науката (МОН), Регионалните управления на образованието (РУО) и общини.
По традиция церемониите се състоят в навечерието или на датата на празници, честващи българската култура и просвета:
- 11 май – Ден на светите равноапостоли Кирил и Методий (църковен празник, който по нов стил се явява 24 май)
- 24 май – Ден на светите братя Кирил и Методий, на българската азбука, просвета и култура и на славянската книжовност
- 5 октомври – Международен ден на учителя
- 1 ноември – Ден на народните будители

## Национални
| Отличие                                | Дата на връчване | Година на учредяване | Институция                               |
| -------------------------------------- | ---------------- | -------------------- | ---------------------------------------- |
| Награда „Константин Величков“          | 1 ноември        | 2005                 | МОН                                      |
| Награда „Св. Иван Рилски“              | 11 май           | 2006                 | МОН                                      |
| Награда „Стоян Михайловски“            | 24 май           | 2012                 | Синдикат „Образование“ към КТ „Подкрепа“ |
| Орден „Св. св. Кирил и Методий“        | не е фиксирано   | 1909                 | Президента на Република България         |
| Почетно отличие „Директор на годината“ | 24 май           |                      | Синдикат на българските учители          |
| Почетно отличие „Учител на годината“   | 24 май           | 1997                 | Синдикат на българските учители          |
| Почетно отличие „Национална диплома“   | юли-август       | 1996                 | МОН                                      |
| Почетно отличие „Неофит Рилски“        | 24 май           | 1996                 | МОН                                      |

- Класацията „Успелите деца на България“, учредена през 2008 г. от Фондация „Димитър Бербатов“, връчва ежегодно награди на най-изявените ученици в областта на науката, изкуствата и спорта.

## Областни
Регионалните управления на образованието връчват ежегодно за своята административна област награди на директори („Директор на годината“), учители („Учител на годината“) и ученици.
Част от отличията, връчвани от общините, РУО и други институции в сферата на образованието, са:
| Област         | Отличие | Дата на връчване                | Година на учредяване | Институция                                   |
| -------------- | --- | ------------------------------- | -------------------- | -------------------------------------------- |
| Благоевград    | Награда на Благоевград за принос в развитието на националната култура и просвета                                                                                                   | 24 май                          |                      | Община Благоевград                           |
| Благоевград    | Награда на Благоевград на учители и културни дейци за значим принос в образователно-възпитателната дейност и духовната култура                                                     | 1 ноември                       |                      | Община Благоевград                           |
| Благоевград    | Стипендия „Пети Октомври“ (на ученици) | 5 октомври                      |                      | Община Благоевград                           |
| Бургас         | Награда „Ученик на годината“ | 6 декември (Никулден)           | 2015                 | Община Бургас                                |
| Варна          | Награда „Варна“ | 24 май                          | 2002                 | Община Варна                                 |
| Варна          | Награда „Ветрино“ | 24 май                          |                      | Община Ветрино                               |
| Варна          | Отличие „Млад учител“ | 1 ноември (по повод 5 октомври) | 2005                 | Община Варна                                 |
| Велико Търново | Награда „24 май“ (за 12-класници) | 24 май                          |                      | Община Велико Търново                        |
| Велико Търново | Награда „Св. Патриарх Евтимий Търновски“ | 24 май                          | 2013                 | Община Велико Търново                        |
| Видин          | Награда „Проспериращ млад учител“ | юни-ноември                     |                      | РУО – Видин                                  |
| Видин          | Награди за култура и образование „Св. св. Кирил и Методий“ | 24 май                          |                      | Община Видин                                 |
| Враца          | Награди в системата на народната просвета и в областта на културата (категории: „Директор на годината“, „Екип / Колектив на годината“, „Учител на годината“, „Ученик на годината“) | 24 май                          |                      | Община Враца                                 |
| Враца          | Награда на Враца за икономика, изкуство, култура, образование, наука, спорт и принос в обществения живот                                                                           |                                 |                      | Община Враца                                 |
| Гоце Делчев    | Награди „Златният гълъб“ | ок. юни                         | 2015                 | Обществен съвет по образование – Гоце Делчев |
| Кърджали       | Награда за образование и наука | 24 май                          |                      | Община Кърджали                              |
| Ловеч          | Почетно отличие Барелеф „Св. Св. Кирил и Методий“ | 24 май (по повод 11 май)        | 2005                 | Община Ловеч                                 |
| Монтана        | „Наградата на РУО – Монтана“ | 24 май                          |                      | РУО – Монтана                                |
| Пазарджик      | Грамота на Община Пазарджик |                                 |                      | Община Пазарджик                             |
| Плевен         | Почетен знак на Община Плевен |                                 |                      | Община Плевен                                |
| Разград        | Награда на името на Никола Икономов |                                 |                      | Община Разград                               |
| Разград        | Награда „Отличник на випуск“ (за 12-класници) |                                 |                      | Община Разград                               |
| Русе           | Награда „Русе“ | 24 май                          |                      | Община Русе                                  |
| Русе           | Награда „Русе – 21.век“ | 24 май или 1 ноември            |                      | Община Русе                                  |
| Сливен         | Награда „Аргира Жечкова“ (за жена-учител) | 24 май                          | 2014                 | Община Сливен                                |
| Сливен         | Награда „Софроний Врачански“ | 1 ноември                       | 2012                 | РУО – Сливен                                 |
| Смолян         | Годишната награда на Община Смолян | 24 май                          |                      | Община Смолян                                |
| София          | Годишните награди на областния управител на Софийска област (категория „Образование и култура“)                                                                                    | декември                        | 2010                 | Областен управител на Софийска област        |
| София          | Награди „Заслужил гражданин на Софийска област“ (категория „Култура и образование“)                                                                                                | декември                        | 2018                 | Областен управител на Софийска област        |
| София          | „Наградата на Столична община“ | 24 май                          |                      | Столична община                              |
| Стара Загора   | Награда „Митрополит Методий Кусев“ | 1 ноември                       | 2019                 | РУО – Стара Загора                           |
| Стара Загора   | Награда „Анастасия Тошева“ | 1 ноември                       | 1968                 | Община Стара Загора                          |
| Стара Загора   | Награда „Стара Загора“ (в направление „Наука и образование“) | 24 май                          | 1968                 | Община Стара Загора                          |
| Стара Загора   | Награда „Млада Загора“ | 24 май                          |                      | Община Стара Загора                          |
| Стара Загора   | Награда „Млад учител“ | 1 ноември                       | 2018                 | Община Стара Загора                          |
| Стара Загора   | Награда на Научно-технически съюз – Стара Загора | 1 ноември                       | 1993                 | Научно-технически съюз – Стара Загора        |
| Търговище      | Почетно отличие „Митрополит Андрей Велички“ (в направление образование) | началото на учебната година     | 2016                 | РУО – Търговище                              |
| Търговище      | Награда за образование и наука | 24 май                          |                      | Община Търговище                             |
| Хасково        | Награди „Ученик на годината“ | 24 май                          | 2018                 | Община Хасково                               |
| Хасково        | Отличие „За заслуги към образованието и културно дело“ | 24 май                          | 2016                 | Община Хасково                               |
| Шумен          | „Наградата на Шумен“ | 24 май                          | 1972                 | Община Шумен                                 |
| Ямбол          | Награда за образование и наука на името на Ради Иванов Колесов | 24 май                          |                      | Община Ямбол                                 |
| Ямбол          | Награда „Млади таланти“ (за деца и ученици) | 1 ноември                       |                      | Община Ямбол                                 |

Съществуват и други отличия в областта на културата и науката, с които могат да бъдат отличени учители – например наградата „Будител на Стара Загора“ (учредена 2017 г. от Съюз на учените – Стара Загора), почетно отличие „Будител за 2020 година“ (учредено от Община Чирпан), почетен знак „Герб на община Ямбол“ (учреден от Община Ямбол), почетен гражданин, „за заслуги“ и други.